# 尚蒂伊城堡

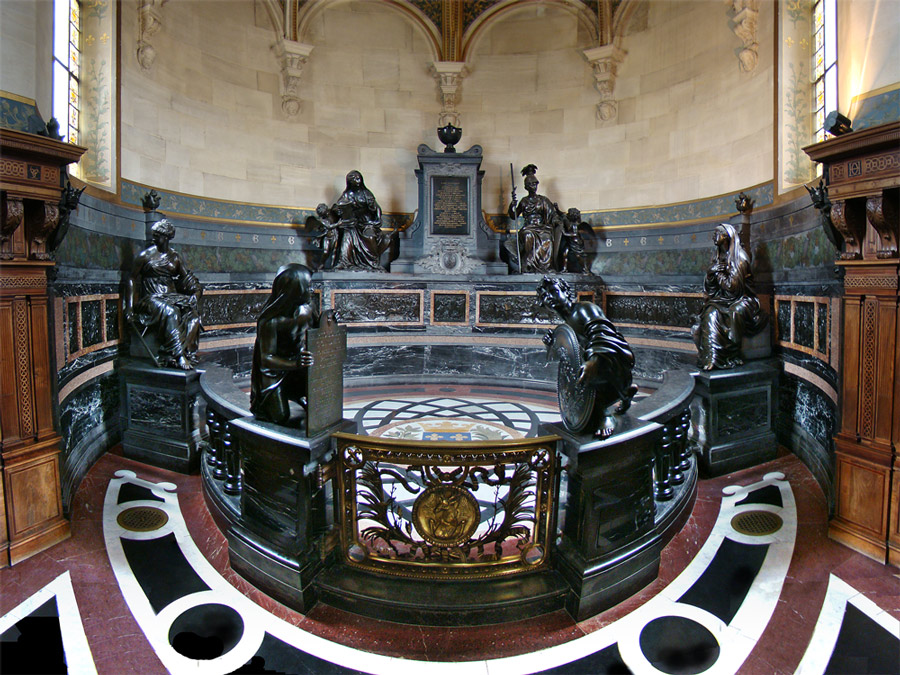
孔代亲王的心脏安放的小圣堂

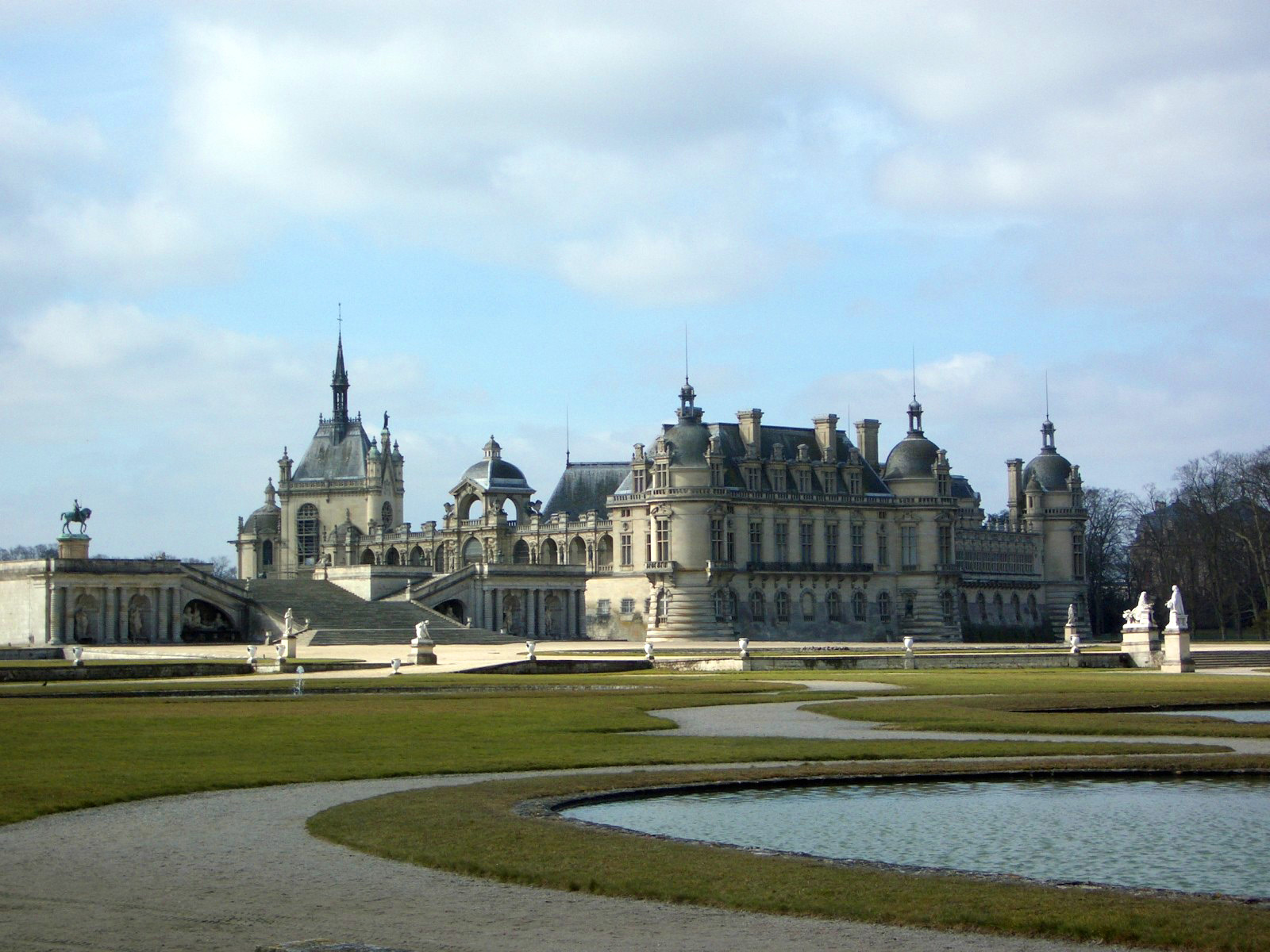
花园和喷泉

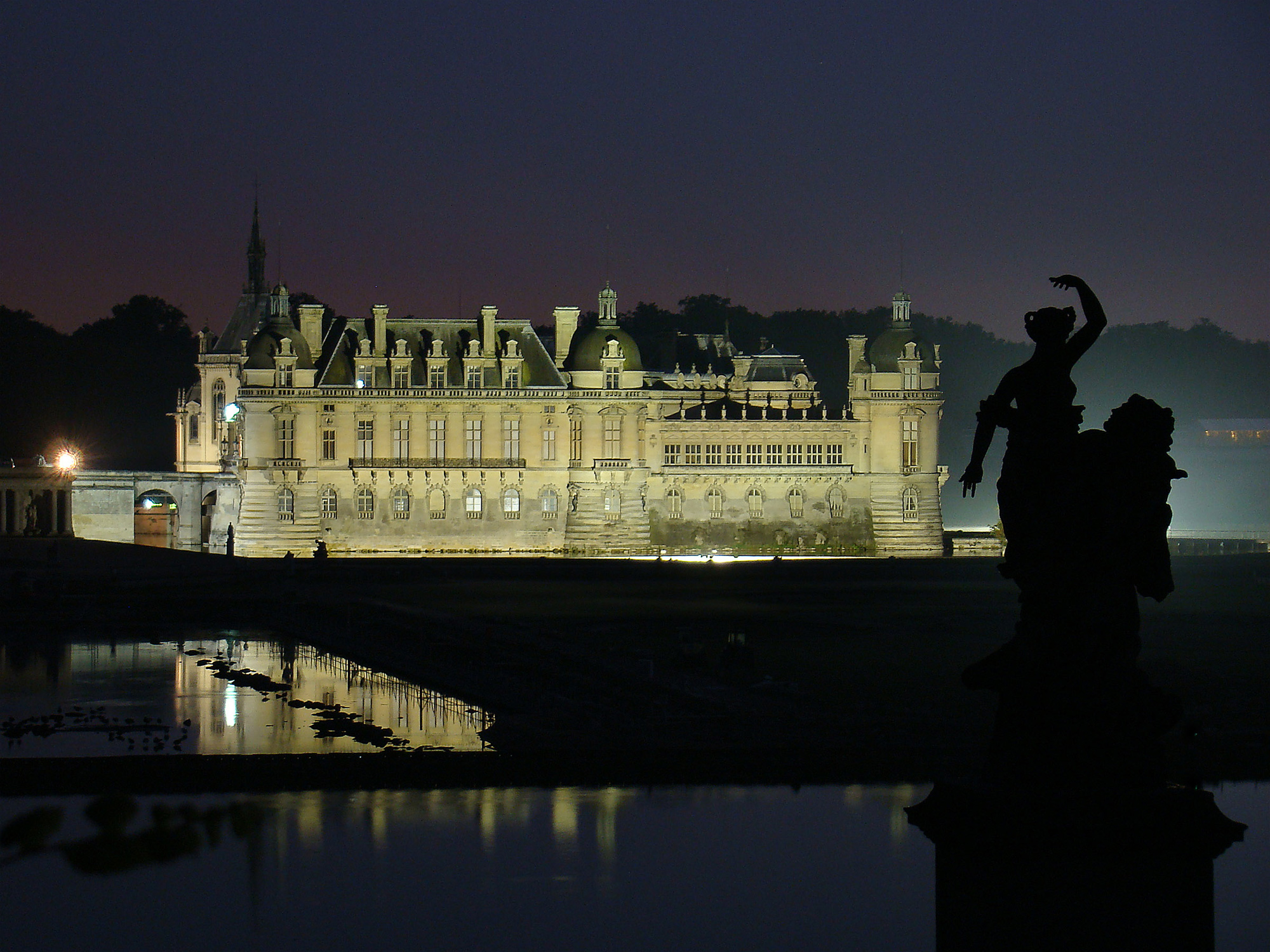
北立面

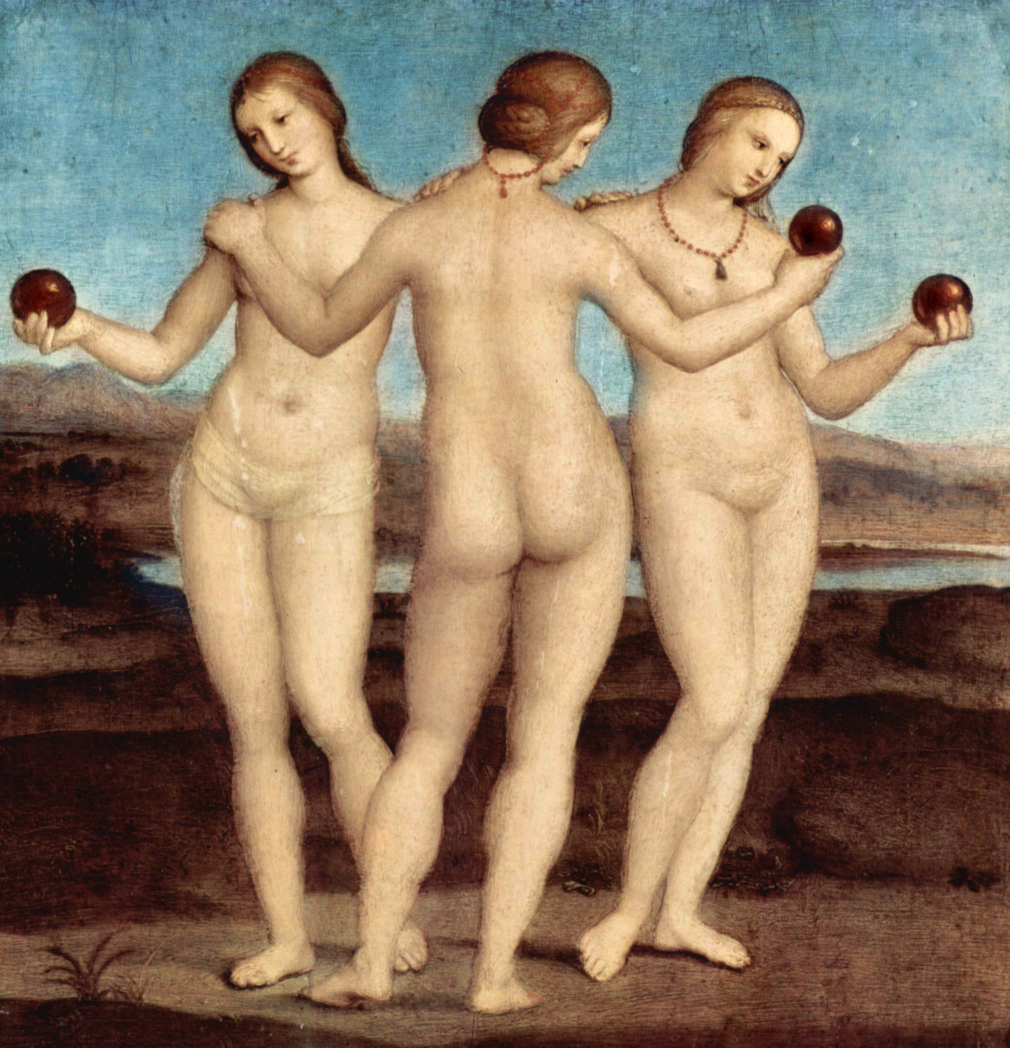
《美惠三女神》，拉斐尔 （1504年－1505年）

尚蒂伊城堡（Château de Chantilly，發音：[ʃɑ.to də ʃɑ̃.ti.ji]）是一座古老的城堡，位于法国尚蒂伊。它包括两座附属的建筑：大城堡毁于法国革命期间，1870年代重建，小城堡于大约1560年为蒙莫朗西公爵修建。这座城堡现在由法兰西学会拥有，开设孔代博物馆，因为孔代亲王住在这个地方，这是法国最优秀的美术馆之一，向公众开放。